# Leichtathletik-Europameisterschaften 2006/Teilnehmer (Irland)
Irland nahm mit 29 Sportlern an den Leichtathletik-Europameisterschaften 2006 (7. bis 13. August in Göteborg) teil:

## Europameisterschaftsteilnehmer, Männer
- 200 m: Paul Hession, Gary Ryan, Paul Brizzel
- 400 m: David Gillick, Paul McKee, David McCarthy
- 800 m: Thomas Chemnay, Dave Campbell
- 1500 m: James Nolan, Leam Reale
- 5000 m: Alistair Ian Cragg, Martin Fagan
- 10.000 m: Martin Fagan
- 4 × 400 m: Antoine Burke, Brian Doyle, David Gillick, Paul McKee, David McCarthy, Brian Murphy

## Europameisterschaftsteilnehmer, Frauen
- 200 m: Anna Boyle, Emily Maher
- 400 m: Joanne Cuddihy, Michelle Carey
- 1500 m: Aoife Byrne
- 5000 m: Marie Davenport, Mary Cullen
- 10.000 m: Marie Davenport
- 3000 m Hindernis: Roísín McGettigan, Fionnuala Britton
- 100 m Hürden: Derval O’Rourke
- 400 m Hürden: Michelle Carey
- Hochsprung: Deirdre Ryan
- Hammerwurf: Eileen O’Keeffe
- 4 × 100 m: Anna Boyle, Joanne Cuddihy, Emily Maher, Ailis McSweeney, Derval O’Rourke, Ciara Sheehy